# Ngunakimbi
 (mai 2018).
Si vous disposez d'ouvrages ou d'articles de référence ou si vous connaissez des sites web de qualité traitant du thème abordé ici, merci de compléter l'article en donnant les références utiles à sa vérifiabilité et en les liant à la section « Notes et références ».
Ngunakimbi (ou parfois cité Nguna-Kimbi) est un village du Cameroun situé dans la région du Nord-Ouest, le département du Boyo et la commune de Fonfuka.

## Géographie
Ngunakimbi est situé dans le sud-est de l’arrondissement, au sud de Fonfuka et au nord de Kitchowi.
La rivière Kimbi traverse Ngunakimbi.

## Population
Lors du recensement de 1987, on y a dénombré 598 habitants.
Le Bureau central des recensements et des études de population (BCREP) a réalisé un recensement en 2005, le Répertoire actualisé des villages du Cameroun, dans lequel il évaluait à 369 le nombre d'habitants; ce chiffre inclut 197 hommes 172 femmes.
Le Plan Communal de Développement de la commune de Fonfuka – Région du Nord-Ouest a réalisé lors de son étude en 2011, un récapitulatif des chiffres des populations par villages de l’arrondissement de Fonfuka. Les chiffres ont été fournis par les villageois lors des assemblées participatives de villages. Le village de Ngunakimbi, comptait 4 200 habitants selon le rapport, 990 hommes, 1 030 femmes, 700 adolescents et 1 300 enfants.
Certains villageois y parlent le bum, une langue bantoïde des Grassfields.

## Système éducatif
Le village de Ngunakimbi comprend une école primaire, la G.S Ngunakimbi. Le nombre d’élèves était estimé à 241 en 2012 et il y avait 3 enseignants.
Le PNPD a construit, en 2017, des salles de classe supplémentaires pour la G.S Ngunakimbi ainsi que trois toilettes.
Il n’y a pas d’établissement fournissant d’enseignement secondaire dans le village de Ngunakimbi.

## Accès à l’eau
Il n’y avait pas d’accès à l’eau potable dans le village. En 2017, Le PNPD a construit un puits.

## Accès à l’électricité
Le village n’a pas accès à l’électricité. Les villageois utilisent souvent des générateurs, des lampes à pétrole, des lampes rechargeables ou du bois.

## Réseaux routiers
Le sentier Sud-Centre qui relie Kitchowi à Fonfuka fait étape dans le village de Ngunakimbi. Une route rurale continue jusqu’au Nord à Mulung.

## Développement de Ngunakimbi
Le Fonfuka Council Development Plan (CDP) a conduit conjointement avec la population locale, une évaluation de plusieurs villages de l’arrondissement de Fonfuka. Les villageois ont participé à l’identification de problématiques et le CDP a listé les aménagements nécessaires pour le village de Ngunakimbi :
- la création d’un point de vente pour le commerce,
- le développement des pâturages pour le village,
- la construction et l’équipement d’un poste d’agriculture,
- la construction d’une salle communautaire,
- la mise en place d’un centre d’alphabétisation.